# Семимогилы
Семимогилы (укр. Семимогили) — село,
Глобинский городской совет,
Глобинский район,
Полтавская область,
Украина.
Код КОАТУУ — 5320610105. Население по переписи 2001 года составляло 271 человек.
Село указано на карте частей Киевского, Черниговского и других наместничеств 1787 года.

## Географическое положение
Село Семимогилы находится в урочище Семимогилы в 
1,5 км от села Сиренки и в 5-и км от города Глобино.
В селе есть большое озеро.
Рядом проходит автомобильная дорога Т-1717.

## Экономика
- Молочно-товарная ферма.